# Institut vétérinaire national suédois

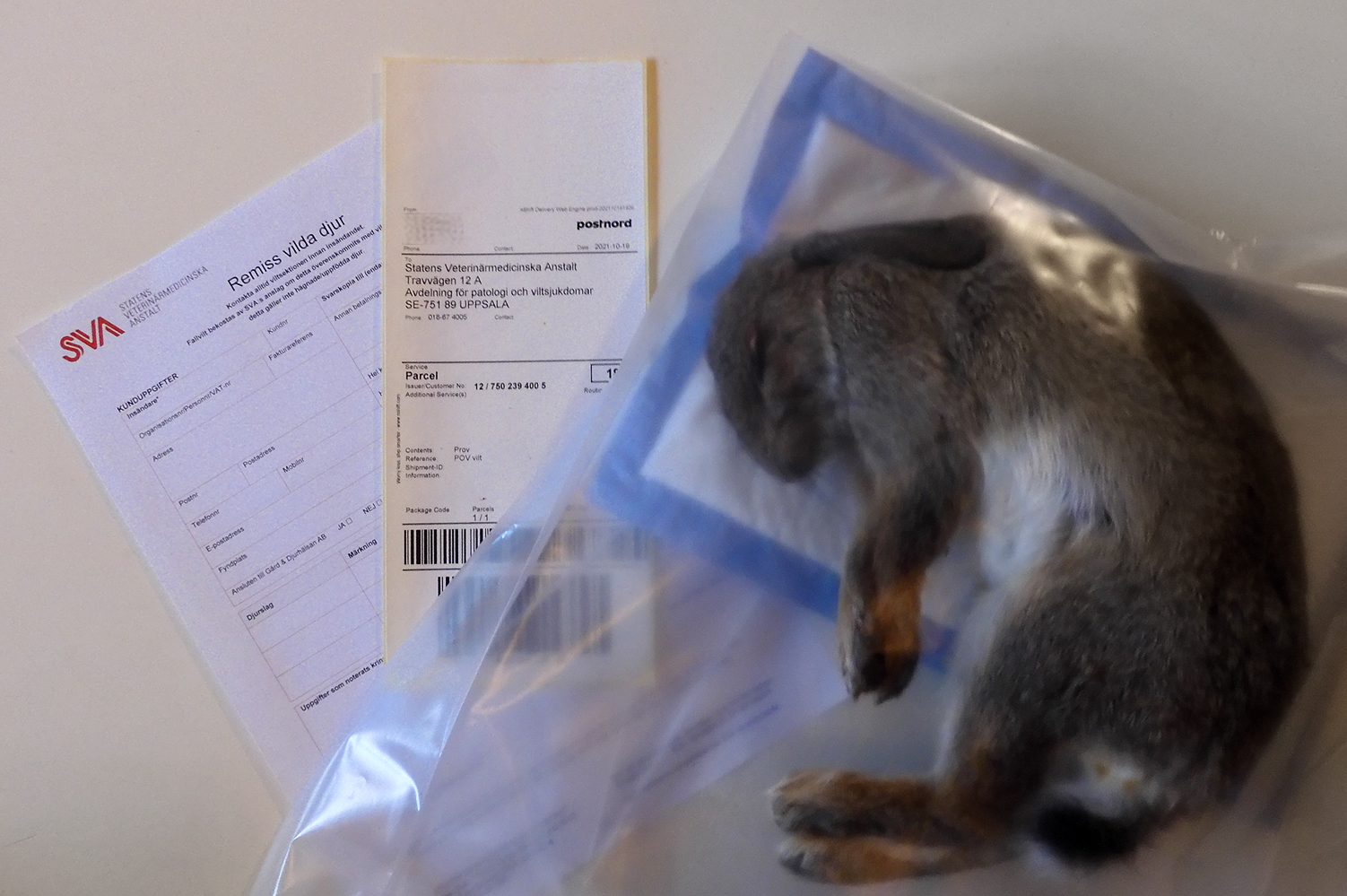
Lapin congelé prêt à être envoyé à SVA - Institut vétérinaire national suédois.

L'Institut vétérinaire national suédois (suédois : Statens veterinärmedicinska anstalt, SVA) est une agence gouvernementale suédoise (en) qui relève du ministère de l'Agriculture, de l'Alimentation et de la Consommation. L'agence a été fondée en 1911 et est située à Uppsala.

## Activités
L'agence est une organisation d'experts en médecine vétérinaire qui vise à promouvoir la santé animale par la prévention, le diagnostic et le contrôle des maladies infectieuses chez les animaux. Elle est spécialisée en virologie, microbiologie, résistance aux antibiotiques, parasitologie, chimie, sécurité alimentaire, vaccinologie et pathologie. Elle fournit des conseils et mène des enquêtes et des programmes de lutte contre les maladies contagieuses. L'une des principales commissions est celle des infections zoonotiques.